# Karl Eriksson (kooperatör)
Karl Eriksson, född 17 juli 1878, död 12 januari 1965 i Stockholm, var en svensk kooperatör.
Eriksson var ursprungligen träsvarvare, och anställdes vid Social-Demokratens redaktion 1902, som han tillhörde fram till 1910 med undantag för perioden 1903–1906. Då var han huvudredaktör för Örebrokuriren, en post han sedan åter innehade 1910–1913. Eriksson gjorde en betydelsefull insats inom den kooperativa rörelsen, dels som Kooperativa Förbundets sekreterare 1913–1917, dels som direktör för försäkringsanstalten Folket från 1917. Han tillhörde även Kooperativa förbundets styrelse 1911–1918 och 1924– samt var ordförande i förvaltningsrådet 1918–1924. Eriksson kom även att anlitas för offentliga uppdrag och tillhörde landstinget och Folkhushållningskommissionen.